# ميدان شون هينغ

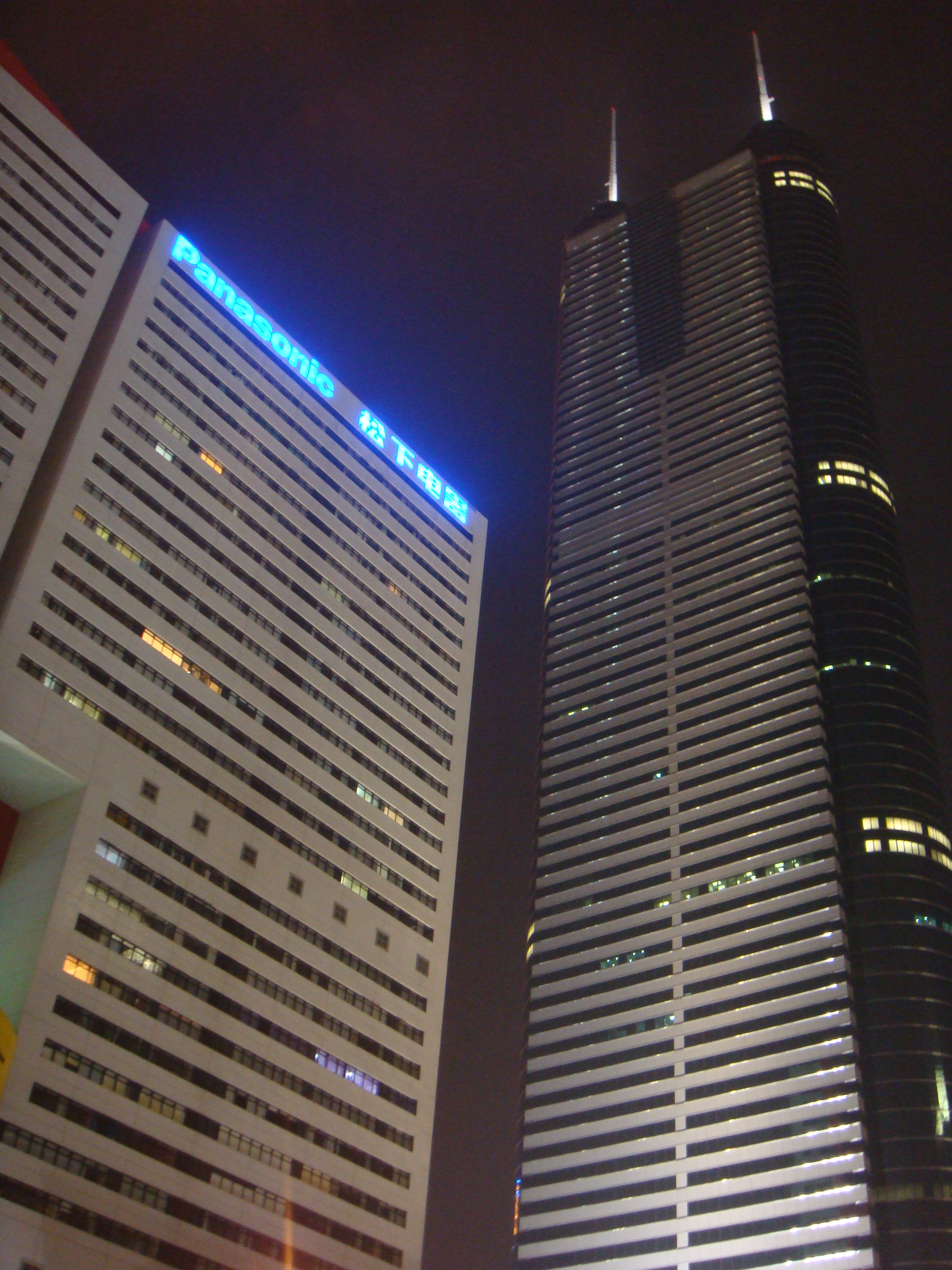
مبنى ميدان شون هينغ ليلا

ميدان شون هينغ (بالصينية: 信兴广场) يقع في مدينة شنتشن، ويوجد عنده ناطحة السحاب، حيث وضع حجر الأساس لها عام 1993، وافتتح عام 1996، وتعد خامس أطول مبنى في الصين، وفي المرتبة الرابع عشر عالميا، وكان أطول مبنى في الصين إلى عام 1997 عند إنجاز مبنى سيتيك بلازا، ويبلغ طوله 384 متر لكن يبلغ ارتفاع سقفه 325 متر وعدد طوابقه 69 طابق فيما يبلغ علو الطابق الأخير 298 متر وتبلغ مساحته 273349 متر مربع